# 憨八龟的故事
《憨八龟的故事》，2006年中国中央电视台少儿频道播出的三维动画片。

## 剧情
讲述“变形星”星球的乌龟憨八龟和他的朋友们来到地球冒险的故事。

## 配音
| 姓名 | 角色           | 备注                 |
|      | 憨八龟         | 方枘圆凿，善良慈悲。 |
|      | 白精灵         | 善良睿智。           |
|      | 铁甲小子       | 聪明但是脾气暴躁。   |
|      | 百丈跳         | 性格火爆急躁。       |
|      | 宝宝熊         | 好吃而敏感。         |
|      | 七星瓢         | 孩子气。             |
|      | 软骨虫         | 计谋、阴险。         |
|      | 星际流         | 傲慢。               |
|      | 井上雄         | 心黑手辣坏事做尽。   |
|      | 鹰明教授       | 脾气古怪的科学家。   |
|      | 大精精和小小怪 | 最佳搭档。           |

## 季数
该片一共5部，已经出品了3部。
- 第一部《我来自他星》
- 第二部《拯救王子》
- 第三部《幻域传奇》

## 花絮
该片花费了3000万元人民币，策划3年，制作方是华夏动漫科技有限公司旗下唐人动画公司。

## 奖项
| 年份 | 奖项                 | 是否得奖 | 备注  |
| ---- | -------------------- | -------- | ----- |
| 2006 | 第二批优秀国产动画片 | 獲獎     | [ 3 ] |
| 2009 | “五个一工程”奖       | 獲獎     | [ 4 ] |